# Jasarum steyermarkii
Jasarum steyermarkii G.S. Bunting – gatunek wodnopączkowych roślin zielnych, należący do monotypowego rodzaju Jasarum G.S. Bunting, z plemienia Caladieae, z rodziny obrazkowatych. Gatunek ten jest endemiczny dla południowo-wschodniej Wenezueli i południowej Gujany. Zasiedla on rzeki czarnowodne, tj. kwaśne wody płynące o wysokiej zawartości tanin. Nazwa naukowa rodzaju i gatunku została nadana na cześć amerykańskiego botanika, Juliana Alfreda Steyermarka. Nazwa rodzaju została utworzona poprzez dodanie do jego inicjałów (JAS) przyrostka -arum, oznaczającego roślinę z rodzaju obrazków; nazwa gatunkowa pochodzi wprost od nazwiska tego naukowca.

## Charakterystyka
Jasarum steyermarkii jest wieloletnim hydrohemikryptofitem, wiecznie zieloną rośliną wodną o zanurzonych, lancetowatych liściach o długości około 30 cm, wyrastających z grubej łodygi znajdującej się bezpośrednio na powierzchni dna rzeki. Rośliny tworzą pojedynczy, wynurzony kwiatostan typu kolbiastego pseudancjum. Pochwa kwiatostanu jest wzniesiona i zwężona. Położone w dolnej części kolby kwiaty żeńskie oddzielone są paskiem prątniczek od położonego wyżej fragmentu pokrytego kwiatami męskimi, tworzącymi synandria.